# 三沙市公安局永兴海岸派出所
三沙市公安局永兴海岸派出所，加挂海南省公安厅海岸警察总队第八支队永兴海岸派出所牌子，是位于中华人民共和国海南省三沙市永兴岛镇（南中国海西沙群岛永兴岛）的公安派出所，归海南省公安厅海岸警察总队第八支队管理领导，列入三沙市公安局派出机构序列。
永兴海岸派出所是西沙群岛唯一的派出所，主要担负海域执勤、巡航，渔船民、户籍和治安管理，保护西沙海底文物，救助海上遇险人员和船只等任务。永兴海岸派出所管辖5个村委会：南北渔民（永兴村）、七连屿村、鸭公村、晋卿村、羚羊村委会。

## 历史
永兴边防派出所的前身成立于1959年。永兴边防派出所自2000年开始在渔民居住较多的鸭公岛、银屿、晋卿岛、羚羊礁、南岛、北岛、赵述岛、西沙洲等8个岛礁上设立了警务碑。自成立以来，派出所官兵成功阻拦、驱赶外国越界捕捞渔船3800余艘，破获各类案件数十起。
2010年，永兴边防派出所成立，属公安边防部队正营级边防派出所，由武警海南省边防总队（海南省公安边防总队）管理领导。2018年3月21日，中共中央印发的《深化党和国家机构改革方案》提出，公安边防部队不再列武警部队序列，全部退出现役，成建制划归公安机关，现役编制全部转为人民警察编制。2018年12月25日，公安现役部队官兵正式退出现役，海南省公安边防总队调整组建为海南省公安厅海岸警察总队，之后于2019年1月1日举行集体换装仪式，至此公安边防部队完成改制，该所相应更名为三沙市公安局永兴海岸派出所（海南省公安厅海岸警察总队第八支队永兴海岸派出所）。2022年5月25日，永兴海岸派出所被授予“全国优秀公安基层单位”，是该所第二次获得该项荣誉。

## 机构设置
根据有关规定，三沙市公安局永兴海岸派出所（海南省公安厅海岸警察总队第八支队永兴海岸派出所）设置下列机构：
- 赵述警务室[註 1]
- 永乐群岛警务工作站[註 2]
- 七连屿警务工作站[註 3]